# Караман, Александр Акимович
Алекса́ндр Аки́мович Карама́н (молд. Александр Акимович Караман; род. 26 июля 1956, село Чобручи, Слободзейский район, Молдавская ССР, СССР) — приднестровский врач, государственный деятель непризнанной Приднестровской Молдавской Республики и подконтрольной России Донецкой Народной Республики. Первый вице-президент Приднестровской Молдавской Республики с 1 декабря 1991 по 9 декабря 2001 года. Заместитель председателя Совета министров Донецкой Народной Республики по социальным вопросам с 21 июля по 12 ноября 2014 года. Министр иностранных дел Донецкой Народной Республики с 15 по 28 августа 2014 года.
Из-за российско-украинской войны, находится под международными санкциями стран Евросоюза, Великобритании, США и ряда других стран.

## Биография
Родился 26 июля 1956 года в селе Чобручи Слободзейского района Молдавской ССР, в семье преподавателей.
В 1978 году окончил Кишинёвский медицинский институт по специальности «хирургия и невропатология». До 1980 проходил интернатуру в больнице № 4 Кишинёва.
С 1980 по 1982 год в Тирасполе работал преподавателем хирургии в медицинском училище.
С 1982 года — член КПСС. От Слободзейского района избирался делегатом на XVII съезд Коммунистической партии МССР.
С 1982 по 1985 год проходил срочную службу в рядах Советской армии старшим ординатором хирургического отделения в военном госпитале Абакана.
С 1985 по 1986 год работал хирургом в Слободзейской центральной районной больнице.
С 1986 по 1990 год был заместителем главного врача Слободзейского района по медицинскому обслуживанию населения.
В марте 1990 года избран депутатом Слободзейского районного Совета народных депутатов.
В апреле 1990 года стал 2-м секретарём Слободзейского райкома КПМ (по вопросам сельского хозяйства).
В марте 1991 года руководством КПМ освобождён от должности, с исключением из рядов КПСС, по причине поддержки позиций ОСТК и забастовочного движения в Приднестровской Молдавской Республике, отказ осудить проведение приднестровских референдумов в Слободзейском районе.

### Приднестровская Молдавская Республика
2 сентября 1990 года в числе 512 народных депутатов всех уровней от левобережья Молдавии и города Бендеры (сельских, районных, городских советов, а также 17 депутатов Верховного совета (парламента) Молдавии; все — официально избранные на всесоюзных выборах народных депутатов 1989 года), принимает участие во II Чрезвычайном съезде депутатов всех уровней Приднестровья, который проходил в селе Парканы (между городами Тирасполь и Бендеры). На этом съезде принимается решения «Об образовании Приднестровской Молдавской Советской Социалистической Республики».
Избирается одним из 50 депутатов Временного Верховного совета самопровозглашённой Приднестровской Молдавской Советской Социалистической Республики. В порядке исключения, как председатель Союза молдаван Приднестровья, избран членом президиума Временного Верховного совета ПМССР, состоявшего из 18 человек, разделённых на три палаты по 6 человек (палата русских, палата украинцев, палата молдаван и представителей других национальностей). Остальные 17 членов президиума имели официальный статус депутата Верховного совета (парламента) Молдавии, но отказались от участия в его заседаниях по политическим мотивам. Александр Караман стал председателем палаты молдаван Совета национальностей, исполняющим обязанности председателя Совета национальностей, заместителем председателя Временного Верховного совета ПМССР (председателем был избран председатель палаты русских — Игорь Смирнов).
25 ноября 1990 года, после проведения первых приднестровских выборов народных депутатов Верховного совета ПМССР (избрано было 54 человека), Караман был утверждён председателем Совета национальностей Верховного совета ПМССР — заместителем председателя Верховного совета ПМССР (оставался в должности до 15 мая 1993), а заместителем председателя ПМССР (главы ПМССР)  был утверждён Андрей Манойлов. При этом Верховный совет ПМССР разделили на две палаты: Совет республики ВС ПМССР (27 человек) и Совет национальностей ВС ПМССР (27 человек). В 1991—1995 годах оставался депутатом Верховного совета ПМР.
В 1997—2000 годах заочно обучался в Российской академии государственной службы при Президенте Российской Федерации по специальности «юриспруденция».
Во время первых президентских выборов 1991 года и 1996 года он баллотировался вместе с кандидатом в президенты ПМР Игорем Смирновым в качестве вице-президента. Оба раза они побеждали, и на протяжении 10 лет Александр Караман занимал должность вице-президента Приднестровской республики 9 декабря 2001.
В декабре 2001 года выдвинул свою кандидатуру на пост президента ПМР, однако, через 6 дней ЦИК аннулировал его заявление. Президент Игорь Смирнов пошёл на выборы, подписав изменения в Конституцию ПМР. Изменения были перед этим были рассмотрены депутатами Верховного совета ПМР, практически единогласно проголосовавшего за них. Конституционный суд постановил, что двумя третями депутаты имели полное право изменять текст Конституции ПМР, принятой на всенародном референдуме 1993 года. Конституция говорила ранее о предельно допустимых двух сроках пребывания у власти подряд главы государства. Новым кандидатом на пост вице-президента стал Сергей Леонтьев. Решение об отмене двух президентских сроков затем приднестровский народ подтвердил правомочным на конституционном референдуме в 2002 году.
22 марта 2002 года указом президента ПМР Игоря Смирнова Александр Караман назначен на должность полномочного представителя президента ПМР в Российской Федерации и Республике Беларусь в ранге министра, которым он оставался до президентских выборов 2011 года. Одновременно заочно Александр Караман проходит обучение в Российской академии государственной службы при Президенте Российской Федерации, где защитил диссертацию с присвоением звания кандидата политических наук на тему: «Создание и развитие государственных образований на территории бывшего СССР как пример непризнанные государства: Приднестровье, Абхазия, Южная Осетия и Нагорный Карабах».
Одновременно являлся советником председателя Верховного совета ПМР (с августа 2003 по июль 2009) и советником спецпредставителя ВС ПМР по межпарламентским связям (с февраля 2006 по июль 2009). Также был советник ом президента ПМР по юридическим вопросам (с июля 2009 по 2011).
В январе 2012 года, с приходом к власти нового президента Евгения Шевчука, Александр Караман становится безработным оппозиционным политиком, а на его место назначается его оппонент с 1991 года, обвинявший его на протяжении 1990—2000-х годов во всевозможных преступлениях в своих книгах, писатель (полковник в отставке) Михаил Бергман.
В 2012 году Александр Караман создал и возглавил приднестровскую партию «Родина» (де-факто — филиал общероссийской партии «Родина») на базе объёдинений оппозиционных к новому президенту частей приднестровских партий «Республика», «Народная Воля» и Патриотической партии Приднестровья, объявивших о своём самороспуске. На объединённую оппозиционную партию начало оказываться административное давление, её сайт на территории ПМР с 2013 заблокирован всеми приднестровскими провайдерами без всяких на то решений суда или письменых указаний от органов власти, и на него зайти с территории ПМР возможно лишь через средства обхода блокировок.
С 13 января 2017 по 2019 год — Полномочный представитель Президента Приднестровской Молдавской Республики в Российской Федерации.

### Российско-украинская война

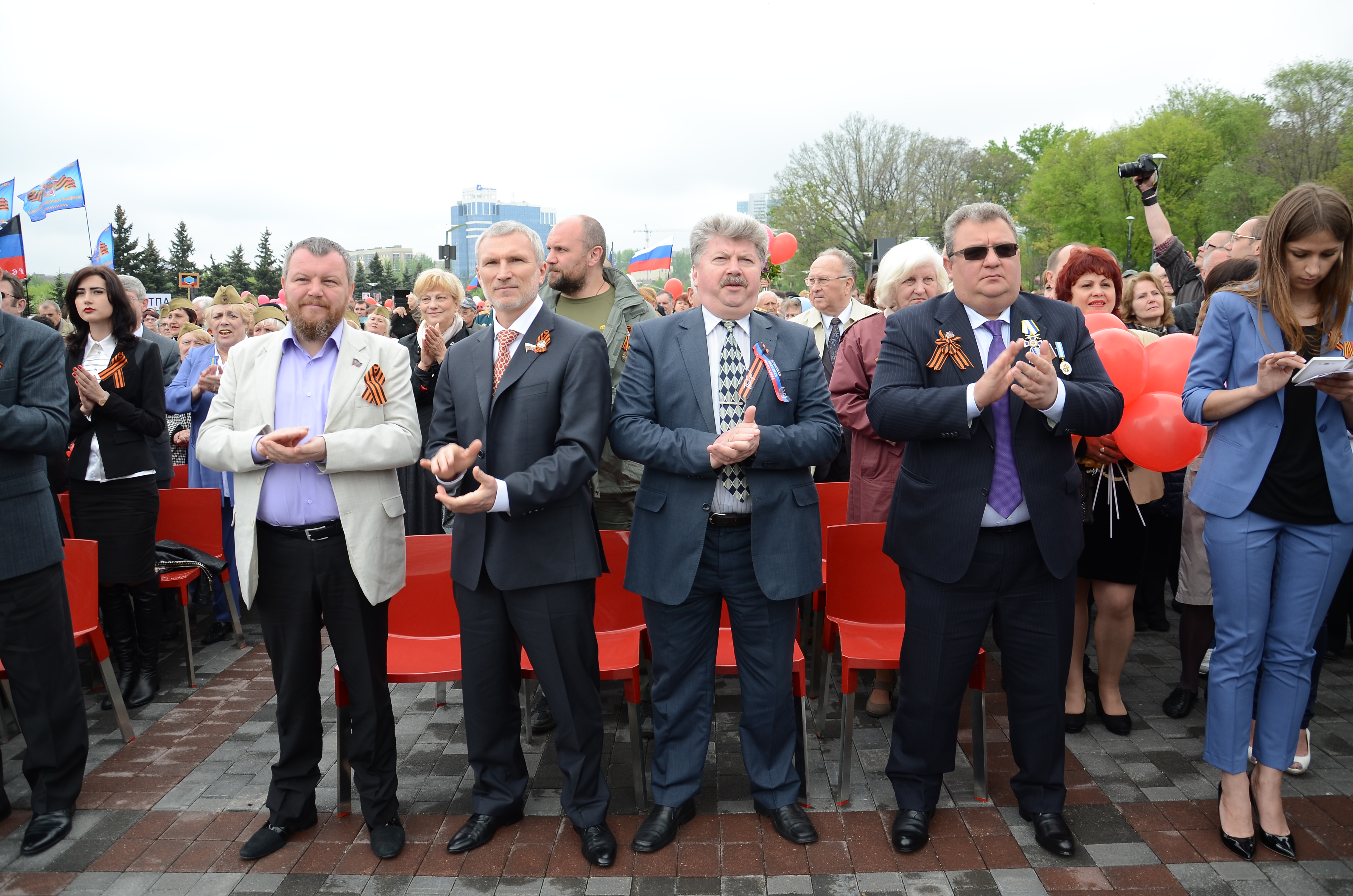
Андрей Пургин, Алексей Журавлёв, Александр Караман и Игорь Мартынов на праздновании 70-летия Победы в Великой Отечественной войне. Донецк, 9 мая 2015 года

Во время войны на Донбассе Александр Караман в числе других оппозиционных к тогдашнему руководству ПМР приднестровских политиков, влился в состав команды Владимира Антюфеева (более 30 человек) и прибыл в июне 2014 года в Донецк, где 21 июля 2014 года вошёл в состав Правительства подконтрольной России Донецкой Народной Республики в ранге заместитель председателя Совета министров по социальным вопросам.
В период с 15 августа по 28 августа 2014 года занимал пост министра иностранных дел Донецкой Народной Республики.
С 29 мая 2015 года был председателем Государственной комиссии по вопросам восстановления социальной сферы, объектов жизнеобеспечения и организации работы с гуманитарными грузами, в подчинении которой находится Центр управления восстановлением ДНР.
30 мая 2015 года в отношении Александра Карамана прокуратурой ДНР было возбуждено уголовное дело № 0212015173000162001, по которому он обвинялся в похищении человека (ст. 127 ч. 2 УК). 26 июня 2016 года УВД Донецка официально объявило Александра Карамана в розыск по причине того, что тот скрывается от органов прокуратуры, и расклеило его фотографии на стендах «Их разыскивает милиция». По одной из версий, возбуждение дела было инициировано лично Александром Захарченко на почве ссоры из-за гуманитарной помощи из России (Караман, будучи председателем госкомиссии по приёму и распределению гуманитарной помощи, выявил факты разворовывания российской гуманитарной помощи со стороны бывшего руководителя Министерства труда и соцполитики ДНР Романа Лягина). Был вынужден поспешно убыть в Российскую Федерацию, где занялся преподавательской деятельностью на кафедре конституционного и международного права в Белгородском университете кооперации, экономики и права.

## Награды и премии
- Государственная премия в области науки и техники Приднестровской Молдавской Республики[2].
- Орден Республики (1995).
- Медаль «10 лет Приднестровской Молдавской Республике» (17 августа 2000) — за активное участие в становлении, защите и строительстве Приднестровской Молдавской Республики и в связи с 10-й годовщиной со дня образования[21].
- Орден «Трудовая слава» (ПМР) (19 июля 2011)[22].
- Медаль «За безупречную службу» (ПМР) III степени (19 июля 2001) — за личный вклад в становление, защиту и развитие Приднестровской Молдавской Республики, многолетний, добросовестный труд, активную общественную деятельность и в связи с 45-летием со дня рождения[23].

## Международные санкции
Включён в «Чёрный список ЕС» 12 сентября 2014 года. При обосновании введения санкций Совет Европейского союза отметил, что Караман как «вице-премьер-министр по социальным вопросам» «Донецкой Народной Республики», связанный с Владимиром Антюфеевым, ответственным за сепаратистскую «государственную» деятельность «Правительства Донецкой Народной Республики», и являющийся ставленником вице-премьера России Дмитрия Рогозина, поддерживает действия и политику, которые подрывают территориальную целостность, суверенитет и независимость Украины.
Осенью 2014 года в свои санкционные списки Карамана внесли Австралия и Швейцария. 19 декабря 2014 года включён в санкционный список Канады. Кроме того, с 11 марта 2015 года Караман включён и в список специально обозначенных граждан и заблокированных лиц США.
После вторжения России на Украину попал под санкции Новой Зеландии. Также включён в санкционные списки Великобритании, Японии и Украины.